# Nephelodes tertialis
Nephelodes tertialis là một loài bướm đêm trong họ Noctuidae.